# Plaza de toros de Aranjuez
Plaza de toros de Aranjuez är en tjurfäktningsarena i Aranjuez, 40 km söder om Madrid i Spanien.